# Metriocnemus yakyijeus
Metriocnemus yakyijeus är en tvåvingeart som beskrevs av Sasa och Suzuki 2000. Metriocnemus yakyijeus ingår i släktet Metriocnemus och familjen fjädermyggor. Inga underarter finns listade i Catalogue of Life.